# Vavřinec Hradilek
Vavřinec Hradilek (Praga, 10 de marzo de 1987) es un deportista checo que compitió en piragüismo en la modalidad de eslalon.
Participó en dos Juegos Olímpicos de Verano, en los años 2008 y 2012, obteniendo una medalla de plata en Londres 2012, en la prueba de K1 individual.
Ganó ocho medallas en el Campeonato Mundial de Piragüismo en Eslalon entre los años 2007 y 2019, y siete medallas en el Campeonato Europeo de Piragüismo en Eslalon entre los años 2010 y 2021.

## Palmarés internacional
| Juegos Olímpicos   | Juegos Olímpicos               | Juegos Olímpicos  | Juegos Olímpicos |
| Año                | Lugar                          | Medalla           | Competición      |
| ------------------ | ------------------------------ | ----------------- | ---------------- |
| 2012               | Londres (Reino Unido)          | Medalla de plata  | K1 individual    |
| Campeonato Mundial |                                |                   |                  |
| Año                | Lugar                          | Medalla           | Competición      |
| 2007               | Foz do Iguaçu (Brasil)         | Medalla de bronce | K1 por equipos   |
| 2009               | Seo de Urgel (España)          | Medalla de oro    | K1 por equipos   |
| 2010               | Liubliana (Eslovenia)          | Medalla de plata  | K1 individual    |
| 2013               | Praga (República Checa)        | Medalla de oro    | K1 individual    |
| 2014               | Deep Creek (Estados Unidos)    | Medalla de plata  | K1 por equipos   |
| 2015               | Londres (Reino Unido)          | Medalla de oro    | K1 por equipos   |
| 2017               | Pau (Francia)                  | Medalla de oro    | K1 extremo       |
| 2019               | Seo de Urgel (España)          | Medalla de plata  | K1 por equipos   |
| Campeonato Europeo |                                |                   |                  |
| Año                | Lugar                          | Medalla           | Competición      |
| 2010               | Bratislava (Eslovaquia)        | Medalla de bronce | K1 individual    |
| 2013               | Cracovia (Polonia)             | Medalla de oro    | K1 por equipos   |
| 2016               | Liptovský Mikuláš (Eslovaquia) | Medalla de oro    | K1 por equipos   |
| 2016               | Liptovský Mikuláš (Eslovaquia) | Medalla de plata  | K1 individual    |
| 2019               | Pau (Francia)                  | Medalla de oro    | K1 por equipos   |
| 2020               | Praga (República Checa)        | Medalla de plata  | K1 por equipos   |
| 2021               | Ivrea (Italia)                 | Medalla de oro    | K1 por equipos   |